# Gomphandra bracteata
Gomphandra bracteata är en järneksväxtart som beskrevs av Schori. Gomphandra bracteata ingår i släktet Gomphandra och familjen Stemonuraceae. Inga underarter finns listade i Catalogue of Life.